# Bitwa pod Ma’arrat an-Numan
Bitwa pod Ma’arrat an-Numan – intensywne walki o kontrolę nad miastem Ma’arrat an-Numan i okolicami, stoczone podczas wojny domowej w Syrii, trwające od października do listopada 2012.

## Geneza
Ma’arrat an-Numan leży na kluczowej autostradzie M5, która łączy dwa największe miasta Syrii – Aleppo i Damaszek. W obu tych miastach trwały intensywne walki, a autostrada pełniła szlak transportowy dla rządowych sił wojskowych. Tak więc strategicznym celem rebeliantów było odcięcie, bądź utrudnienie transportu posiłków i dostaw broni tą szosą. Utrudniłoby to armii prowadzenie bitwy o Aleppo, gdzie zmagała się z ofensywą bojowników.
W związku z tym rebelianci z Wolnej Armii Syrii podjęli szturm na Ma’arrat an-Numan, które w czasie trwania wojny domowej zajęli już 10 czerwca 2012, jednak w sierpniu 2012 podczas letnich kampanii wojennych, wojsko narodowe odbiło te strategiczne miasto.

## Walki

### Szturm na miasto
Atak na miasto rebelianci z prowincji Idlib podjęli 8 października 2012. Za ofensywę odpowiedzialna była Brygada Męczenników Ma’arrat an-Numan. Następnie do szturmu z trzech stron przyłączyły się cztery inne brygady. Na działania bojowników szybko zareagowało syryjskie lotnictwo, które przystąpiło do ostrzeliwania pozycji wroga. Human Rights Watch oskarżyło siły rządowe o użycie bomb kasetowych w czasie bombardowań Ma’arrat an-Numan, a także później pozycji rebelianckich na autostradzie. Mimo tego opozycjoniści zdołali zająć osiem z dziewięciu punktów wojskowych, przejęli także kilka czołgów. Kolejnego dnia czynili szybkie postępy w sektorach miasta.
Rebelianci zajęli m.in. muzeum mozaiki, a także Arabskie Centrum Kultury, w którym na czas wojny przetrzymywano więźniów. Kiedy do niego wchodzili napastnicy, nastąpił wybuch miny, który pozbawił życia 16 rebeliantów. W obiekcie znaleziono ciała 25 osób, w tym dwóch dezerterów z armii narodowej. Do końca dnia Wolna Armia Syrii przejęła kontrolę nad Ma’arrat an-Numan. W czasie trwania tych walk zginęło 20 bojowników i 40 cywilów.

### Obrona miasta i walka o autostradę
Już 10 października 2012 siły wojskowe próbowały odzyskać kontrolę nad miastem. Pozycje armii były rozmieszczone na zachód od miasta, ściągano także posiłki wojsk pancernych z Al-Mastuma oraz autostradą z Chan Szajchun. Rozlokowano czołgi na autostradzie by zablokować w mieście rebeliantów. Następnie doszło do uderzenia znad autostrady, lecz bojownicy zdołali odeprzeć kontratak, uszkadzając przy tym trzy czołgi. W obronie zginęło 30 rebeliantów.
11 października 2012 rzecznik sił rebelianckich Firaz Abdel Hadi, podał, że w ofensywie bojowników oraz nieudanym kontrataku sił rządowych, zginęło 190 żołnierzy. Z kolei na froncie rebelianci przejęli bazę wojskową Wadi ad-Dajf znajdująca się na wschód, z której ostrzeliwano Ma’arrat an-Numan. Przechwycili z niej co najmniej jeden czołg, granatniki przeciwpancerne RPG i moździerze. Ponadto odepchnięto siły wojskowe na 5 km na szosie od bram miasta. Tym samym ciężar walk przeniósł się na autostradę M5. 12 października 2012 lotnictwo zbombardowało pozycje rebeliantów na autostradzie w wyniku czego zginęło 12 osób.
13 października 2012 rebelianci ponowili atak na bazę wojskową. Wówczas nastąpiło bombardowanie z powietrza szturmujących, co zakończyło się opuszczeniem pola bitwy przez 22 rannych bojowników. W tym samym czasie bombardowano Ma’arrat an-Numan, bowiem przygotowywano drugi kontratak. Szczególnym celem nalotów był rebeliancki szpital polowy. Autostradą od południa nadciągała kolumna wojsk, zawierająca 40 pojazdów i 10 czołgów. Bojownicy postawili zdecydowany opór i zatrzymali kolumnę 10 km od miasta. 14 października 2012 wojsk próbowało zabezpieczyć przed bojownikami, rozkradającymi broń, bazę wojskową Wadi ad-Dajf. W związku z tym doszło do konfrontacji w wioskach Ma’arszurin i Hisz. Walki przybierały na intensyfikacji. 15 października 2012 po raz kolejny odepchnięto siły rządowe, zmuszając je do odwrotu do dwóch baraków. Rebelianci okrzyknęli taki obrót sytuacji, gdyż armia nie była w stanie odbić utraconego miasta.
Po odparciu kontrataku, jeszcze tego samego dnia rebelianci przedostali się do miasta Chan Szajchun 20 km na południe od Ma’arrat an-Numan, gdzie następnie wybuchły ciężkie walki. Bojownicy uzbrojeni jedynie w broń lekką poruszający się autostrada na południe byli nieustannie bombardowani. Mimo tego podjęli walkę o Chan Szajchun w wyniku czego zginęło ponad 100 osób w tym 20 rebeliantów. Armia zaczęła ściągać posiłki z miasta Hama. 16 października 2012 lotnictwo zbombardowało napierających autostradą rebeliantów. Bomby spadły także na pozycje bojowników w wioskach Hisz, Ma’arr Szamsza, Ma’arszamrin, Talmans and Dajr al-Gharbi, a także same miasto Ma’arrat an-Numan. Na miasto spadły także rakiety i bomby kasetowe. Nalot spowodował tam spustoszenie, wiele budynków mieszkalnych uległo zniszczeniu, a cywile masowo uciekali w panice. W międzyczasie rebelianci przystąpili do oblężenia bazy Wadi ad-Dajf.
17 października 2012 w wiosce Ma’arhtat na obrzeżach Ma’arrat an-Numan rebelianci zdołali zestrzelić rządowy helikopter bojowy, który bombardował miasto oraz blokadę na autostradzie. Ponadto doszło do starcia w Ma’arhtat w czasie obrony bazy Wadi ad-Dajf przez żołnierzy. Ciężkie walki toczono także w wioskach Hisz i Besida. Syryjska armia ponosiła ciężkie straty w żołnierzach i sprzęcie. 18 października 2012 w Ma’arrat an-Numan trwały ciężkie naloty w wyniku których zrównanych z ziemią zostało wiele budynków mieszkalnych oraz meczet. W bombardowaniach zginęło 49 osób; wśród zabitych było 23 dzieci. Wiele ciał wydobyto z gruzów zawalonych budynków. Kontrolujący miasto rebelianci próbowali zestrzelić atakujące myśliwce, ale im się to nie udało. W kilku miejscach podpalono opony, by czarny dym przesłonił pilotom widoczność. Rebelianci po bombardowaniu pokazali dziennikarzowi agencji AFP pozostałości jednej bomb kasetowych zrzuconych na miasto. Na jednym ze stabilizatorów pocisku znajdowały się napisy cyrylicą, mogłoby sugerować, że była ona produkcji rosyjskiej.

### Bitwa o bazę wojskową Wadi ad-Dajf
Wieczorem 18 października 2012 rebelianci podjęli „ostateczny atak” na bazę Wadi ad-Dajf. Setki rebeliantów zajęło część bazy, zniszczyło trzy czołgi, pojmano oraz zabito po sześciu żołnierzy. 19 października 2012 rebelianci z Ma’arrat an-Numan usunęli z muzeum mozaiki, tłumacząc, iż zabezpieczyli ją przed nieustającymi bombardowaniami. Strona rządowa zinterpretowała to jako akt grabieży. 20 października 2012 otoczyli bazę wojskową z trzech stron, która była broniona przez 400 żołnierzy i 15 czołgów. W trakcie walk, lotnictwo dokonywało zrzutów amunicji oraz żywności dla obrońców bazy. W dalszym ciągu trwały naloty w mieście, a także bombardowania konwojów na autostradzie.
Tymczasem Abd al-Razzak Haddad dowódca rebelianckiej brygady As-Sadik walczącej w Ma’arrat an-Numan ogłosił, iż opozycjoniści nie są zainteresowani rozejmem forsowanym przez specjalnego wysłannika ONZ Lakhdara Brahimiego. Mediator podczas swojej misji pokojowej nakłaniał strony konfliktu do wprowadzenia zawieszenia broni od daty rozpoczęcia muzułmańskiego święta Id al-Adha, przypadającej na 26 października 2012. Rozejm odrzucili także dżihadyści.
23 października 2012 lotnictwo zbombardowało Ma’arrat an-Numan i wioskę Ma’arr Szamsza. Nadal toczyły się zmagania o bazę Wadi ad-Dajf. W przypadku zajęcia bazy przez rebeliantów, leżącej 500 metrów od autostrady M5, definitywnie odcięto by szlak dostaw do Aleppo z Damaszku. Ponadto rebelianci zniszczyli kilka czołgów przemieszczających się po tej autostradzie. Tym samym ostatnim szlakiem zaopatrzenia dla armii narodowej w Aleppo pozostałaby droga z Latakii, gdyż obszary wokół Aleppo były kontrolowane przez bojowników. Wolna Armia Syrii rozpoczęła planowanie zajęcia miasta Dżisr asz-Szughur leżącego między Latakią i Aleppo, by blokować dostawy dla walczących żołnierzy w największym syryjskim mieście. 25 października 2012 pod bazę wojskową i południowe bramy miasta Ma’arrat an-Numan przybyła syryjska kolumna pancerna, która ostrzeliwała nacierających rebeliantów, oblegających obiekt militarny od dwóch tygodni.
26 października 2012 w dniu wprowadzenia rozejmu w Syrii z okazji święta Id al-Adha, o godz. 10:30 doszło do ataku rebeliantów (w tym terrorystów z Dżabhat an-Nusra) na pozycje wojska w pobliżu bazy wojskowej. W wyniku tego doszło do zaciekłych walk. Armia odpowiedziała ogniem moździerzowym w wiosce Dajr Szarki, skąd wyprowadzono szturm. Był to pierwszy przypadek naruszenia zawieszenia broni wynegocjowanego przez Lakhdara Brahimiego. W wyniku walk kompleks wojskowy został kompletnie zniszczony. Poległo 10 żołnierzy i czterech bojowników. 27 października 2012 wojsko nadal próbowało zatrzymać ofensywę rebeliantów, jednak to oni mieli przewagę na froncie.
30 października 2012 lotnictwo zbombardowało wioskę Ma’arr Szamsza. Ponadto walki nadal trwały pod Wadi ad-Dajf oraz na południe od Ma’arrat an-Numan. Zginęło tam dwóch żołnierzy i tylu samo bojowników Frontu Obrony. Z kolei w nalotach na Ma’arrat an-Numan śmierć poniosło 28 cywilów. W wyniku bombardowań i walk także w pierwszych dwóch dnia listopada 2012 kilka batalionów rebelianckich opuściło linię frontu w mieście. Mimo utraty przewagi w Ma’arrat an-Numan, rebelianci nadal oblegali bazę wojskową, a islamscy ekstremiści podejmowali próby zajęcia zdewastowanej bazy. 1 listopada 2012 rebelianci zaatakowali i zdobyli trzy posterunki wojskowe zlokalizowane na autostradzie między Ma’arrat an-Numan i Sarakib. Pojmano tam i zabito 28 żołnierzy, co uwieczniono na filmie video. ONZ nazwało to zbrodnią wojenną, a fakt coraz częstszych egzekucji w wykonaniu bojowników, obniżał ich wiarygodność w oczach syryjskiego społeczeństwa.

## Następstwa

Przebieg drogi M5

### Walki pozycyjne
Na początku listopada 2012 objawiło się wyczerpanie walkami i nieustającymi nalotami sił powietrznych. Rebelianci narzekali na braki amunicji i obawiali się oddania z tego powodu strategicznych pozycji. W związku z tym wojsko uzyskiwało przewagę na froncie. Do 10 listopada 2012 siły rządowe stopniowo przejęły kontrolę nad większością utraconych wiosek pod Marraat an-Numan. Mimo tego nadal trwało oblężenie Wadi ad-Dajf, a wojsko nadal nie podjęło kontruderzenia na główne miasto. Dopiero 14 listopada 2012 dokonano dwóch nalotów na miasto.
19 listopada 2012 doszło do potyczki na autostradzie na południe od Ma’arrat an-Numan. Rebelianci nadal kontrolowali miasto i autostradę oraz obszary pod bazą wojskową. W czasie walk zniszczyli dwa czołgi i zestrzelili jeden helikopter. 21 listopada 2012 zniszczyli dwa czołgi w pobliżu punktu wojskowego Hamidija. 23 listopada 2012 siły rządowe ostrzelały pozycje rebeliantów na obrzeżach Ma’arrat an-Numan.
Do 26 listopada 2012 z Ma’arrat an-Numan uciekło 150 tysięcy mieszkańców. Według rządowych mediów było to spowodowane trzęsieniem ziemi o sile 6,6 w skali Richtera, które wówczas wystąpiło, jednak rezydenci miasta donosili, iż było to spowodowane intensywnym ostrzałem artyleryjskim. Tymczasem armia rządowa odzyskała kontrolę nad odcinkiem autostrady na południe od miasta. 28 listopada 2012 kilka brygad rebelianckich podjęło nowy atak na bazę Wadi ad-Dajf, która była ostatnią wojskową bazą kontrolowana przez żołnierzy w północnej Syrii. W walkach zginęło czterech żołnierzy i jeden bojownik.
Kolejny szturm na Wadi ad-Dajf rebelianci podjęli 26 grudnia 2012. Ciężkie walki wybuchły także w mieście Hamadijja pod Ma’arrat an-Numan. Łącznie zginęło 22 bojowników. Dzień później zestrzelono jeden samolot. 29 grudnia 2012 bojownicy przejęli częściową kontrolę nad bazą w Hamadiji. Udało im się również przełamać linię obrony armii w Wadi ad-Dajf. 4 stycznia 2013 rebelianci przeprowadzili atak rakietowy atakowane bazy.
Siły rządowe przełamały oblężenie baz Wadi ad-Dajf oraz Hamadijja po sześciu miesiącach. Kontrofensywa armii syryjskiej rozpoczęła się 13 kwietnia 2013 od uderzeń z powietrza. Ponadto zorganizowano zasadzkę na rebeliantów, w wyniku której życie straciło 21 bojowników. Dzień później ruszyło natarcie naziemne, które zakończyło się 15 kwietnia 2013 zwycięstwem regularnej armii nad syryjskimi bojówkami i dżihadystami. Ich potencjał bojowy osłabł z powodu wyczerpania walką oraz skierowania części sił do innych rejonów starć. Tym samym blokada baz została przełamana, co pozwoliło armii wprowadzić do baz Wadi al-Dajf i Hamidija sześć ciężarówek pełnych broni, ponadto odblokowana została strategiczna autostrada M5 między Hims i Aleppo, gdzie nadal trwał impas. Co prawda 16 kwietnia 2013 rebelianci odbili wioskę Al-Tah, jednak nie byli w stanie nawiązać konfrontacji z armią i odciąć jej dostęp do autostrady.

### Zablokowanie M5 przed rebeliantów pod Chan Szajchun
Sunniccy islamiści rozpoczynając natarcie od Muriku, leżącego 5 km na południe od Chan Szajchun, rozpoczęli ofensywę, zmierzająca do zablokowania autostrady M5. Bitwa o kontrolę nad Murikiem toczyła się ze zmiennym szczęściem przez kilka miesięcy, ostatecznie siły rządowe zostały stamtąd przepędzone w sierpniu 2014. W maju 2014 rebelianci zbrojeni przez Zachód oraz islamscy radykałowie zajęli Chan Szajchun, kierując się następnie na północ. Nie zdołali jednak zająć baz wojskowych Wadi ad-Dajf oraz Hamadiję. Mimo tego na autostrada M5 była kontrolowana przez rebeliantów na linii Murik – Chan Szajchun – Maarrat an-Num'an i dalej do Sarakib.